# Skrap Skerries
Die Skrap Skerries sind eine kleine Gruppe aus Inseln und Klippen vor der Nordküste Südgeorgiens. Sie liegen auf halbem Weg zwischen Kap George und dem Barff Point. Der östliche Teil wird durch die Gruppe East Skerry gebildet, der westliche entsprechend durch die West Skerry.
Die Benennung geht auf Wissenschaftler der britischen Discovery Investigations zurück, die sie zwischen 1926 und 1930 kartierten, und leitet sich vom norwegischen skrapkær (norwegisch für Kratzschäre) ab.